# Cape Wrath

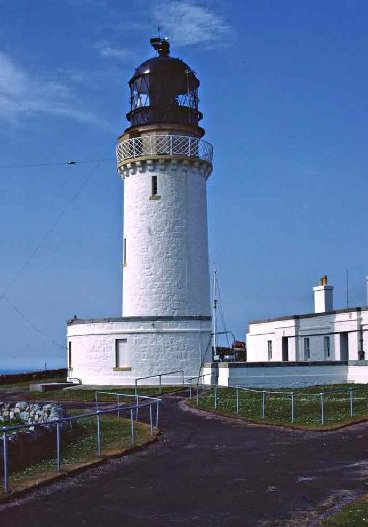
Das Cape Wrath Lighthouse

Cape Wrath (schottisch-gälisch: Am Parbh, An Carbh in Lewis) ist ein Kap in Sutherland, Highland, im nördlichen Schottland. Das Kap stellt den nordwestlichsten Punkt der Insel Großbritannien dar.
Der Name Cape Wrath stammt nicht ab von englisch wrath „Zorn“ oder „Wut“, sondern vom altnordischen Wort für „Umkehrpunkt“. Wikinger kehrten hier oft zurück in ihre Heimat.

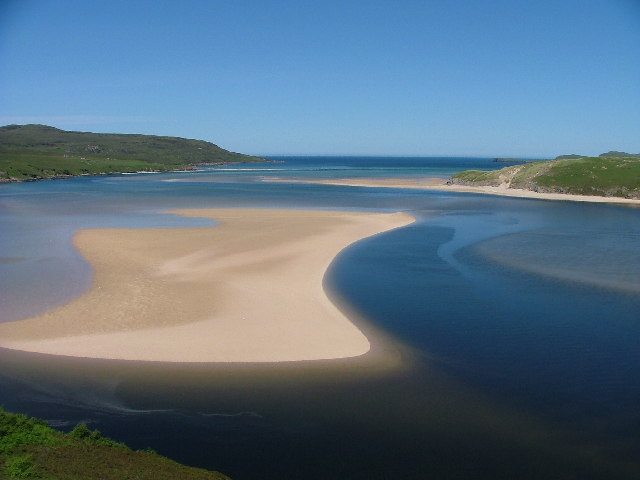
Kyle of Durness

Das Kap kann entweder zu Fuß aus Süden oder mit der Passagierfähre von Keoldale bei Durness aus über den Kyle of Durness erreicht werden, wobei man bei der zweiten Variante das letzte Stück zu Fuß, mit dem Fahrrad oder einem Minibus zurücklegen muss. Die Anreise zum Leuchtturm von knapp 18 Kilometern führt den Besucher durch eine einsame und praktisch unbewohnte Region. Das Gebiet wird von der Royal Air Force als militärisches Übungsgebiet für Bombenabwürfe genutzt, weshalb die Fahrt zum Kap in gewissen Zeiten des Jahres untersagt ist. Am Kap selbst steht das Cape Wrath Lighthouse, der 1828 von Robert Stevenson erbaut wurde und bis 1998 bemannt war. Weiter finden sich die Ruinen der Lloyd’s-Signalstation, die benutzt wurden, um die Schifffahrt zu überwachen.
Cape Wrath ist der Endpunkt des Fernwanderweges Cape Wrath Trail, der in Fort William beginnt.
Etwa 6,5 Kilometer entfernt liegen die Klippen von Clò Mór, die höchsten am Meer gelegenen Felsen der britischen Hauptinsel. 
Cape Wrath ist einer von nur zwei Orten in Großbritannien, die das Wort „Cape“ im Namen tragen; der andere ist Cape Cornwall in Cornwall.